# Đặng Tất
Đặng Tất (chữ Hán: 鄧悉 1357-1409) quê ở Hà Tĩnh, làm chức Châu phán Hóa Châu dưới triều nhà Hồ. Nhà Minh xâm chiếm Đại Ngu, họ Hồ thất bại, người Chiêm tiến quân chiếm lại đất cũ Thăng Hoa, Đặng Tất xin với Trương Phụ cho mình cai quản Hóa Châu. Trương Phụ cho Đặng Tất làm Đại tri châu Hóa Châu, người Chiêm rút binh về.
Khi Trương Phụ dẫn quân về nước, Trần Ngỗi khởi nghĩa, lập ra nhà Hậu Trần, xưng là Giản Định đế, khởi binh ở Ninh Bình. Do mới lập, quân Hậu Trần tự vỡ, chạy vào Nghệ An. Đặng Tất nghe tin, liền giết quan nhà Minh ở Hóa Châu, đem quân ra theo Giản Định đế, được phong làm Quốc công. Quân Hậu Trần tiến quân ra Bắc, đánh bại Mộc Thạnh ở trận Bô Cô, Mộc Thạnh chạy rút vào thành Cổ Lộng. Giản Định đế muốn tiến binh đuổi gấp, đánh Đông Quan, Đặng Tất chủ trương tiêu diệt những kẻ còn sống sót và bao vây các thành. Tháng 2, năm 1409, Giản Định đế nghe lời gièm pha, giết chết Đặng Tất và Nguyễn Cảnh Chân.

## Tiểu sử
Theo Đặng tộc Đại tông phả, ông tổ 4 đời của Đặng Tất là Đặng Bá Kiển vốn cư ngụ ở vùng kinh kỳ Thăng Long, sau đó di dời vào Nghệ An châu. Con trưởng của Bá Kiển là Đặng Bá Tĩnh đỗ Thám hoa đời nhà Trần. Bá Tĩnh chính là ông nội của Đặng Tất. Con trưởng của Bá Tĩnh là Đặng Đình Dực chính là cha Đặng Tất.
Theo Khâm định Việt sử Thông giám cương mục: Đặng Tất (1357-1409) người làng Tả Thiên Lộc, huyện Thiên Lộc, Nghệ An châu nay là xã Tùng Lộc, huyện Can Lộc, tỉnh Hà Tĩnh; có thuyết lại nói rằng ông người Hóa Châu. Ông thi đậu Thái học sinh thời nhà Trần và được bổ làm Tri phủ Hóa Châu nay là vùng Hải Lăng, Quảng Trị. Sau đó lại chuyển đến huyện Thăng Bình, Quảng Nam.

## Sự nghiệp

### Triều nhà Trần, nhà Hồ
Năm 1391, uy quyền của Hồ Quý Ly ngày càng lớn, các tướng ở Hóa châu bàn luận về việc này. Phan Mãnh nói: Trời không bao giờ có hai mặt trời, dân không bao giờ có hai vua. Chu Bỉnh Khuê nói: Dương Liễu lắm điều, mọi người đều khóa miệng. Đặng Tất và Hoàng Hối Khanh ngầm viết thư cho Hồ Quý Ly. Hồ Quý Ly cho là Phan Mãnh và Bỉnh Khuê ngấm ngầm làm điều trái phép, bèn giết hai người ấy. Bổ dụng Đặng Tất thay thế, giữ chức Châu phán; Hoàng Hối Khanh người An Định, Thanh Hóa, làm Chánh hình viện đại phu ở Hóa châu.
Năm 1402, chúa Chiêm xin dâng đất Chiêm Động, Hồ Quý Ly bắt ép nước Chiêm dâng đất Cổ Lũy nữa, nhận được rồi bèn chia 2 đất ấy làm 4 châu là Thăng, Hoa, Tư, Nghĩa. Hồ Quí Ly bổ dụng Nguyễn Cảnh Chân làm An phủ sứ lộ Thăng Hoa, bổ dụng người Chiêm đầu hàng tên là Chế Ma Nô Đà Nan làm trấn trị hai châu Tư, Nghĩa.. Theo sử sách, hai họ nhà Đặng và Nguyễn có thân nhau từ trước nên từ đó Đặng Tất và Nguyễn Cảnh Chân càng thân thiết và có uy tín lớn trong vùng.
Nhân lúc nhà Hồ chưa ổn định, Chiêm Thành quấy rối phía nam. Hồ Quý Ly sai Hoàng Hối Khanh làm Tuyên úy sứ trấn thủ cả vùng Thăng Hoa. Đến Thăng Hoa, Hối Khanh chọn Đặng Tất, Phạm Thế Căng và Nguyễn Lỗ giúp việc cho mình. Đặng Tất và Nguyễn Lỗ mâu thuẫn với nhau vì công trạng

### Chiến tranh Minh-Đại Ngu
Nhà Minh năm 1406 đem quân sang xâm chiếm nước Đại Ngu, chiến sự đến năm 1407, cha con Hồ Quý Ly thua chạy vào nam, bị quân Minh đuổi gấp, bèn viết thư cho Hoàng Hối Khanh, lệnh cho lấy một phần ba số dân di cư khi trước, gộp với lính địa phương giao cho Nguyễn Lỗ chỉ huy để làm quân Cần vương, lại sắc phong cho Chế Ma Nô Đà Nan làm Thăng Hoa quận vương để vỗ yên dân Chiêm; Hoàng Hối Khanh giấu lệnh ấy đi, không cho ai biết.
Người Chiêm cất quân định thu lại đất cũ, dân di cư sợ chạy, Hoàng Hối Khanh trở về Hóa Châu, chỉ còn Chế Ma Nô Đà Nan chống nhau với quân Chiêm, thế cô bị quân Chiêm giết chết. Hoàng Hối Khanh trước đã thề với dân Nghĩa Châu, Nguyễn Lỗ nghĩ Đặng Tất và Hoàng Hối Khanh có ý đồ khác nên không dự thề. Hối Khanh về Hóa Châu, Nguyễn Lỗ đưa dân di cư đi đường bộ đến chậm, Đặng Tất đi đường thủy đến trước. Viên trấn phủ sứ lộ Thuận Hóa là Nguyễn Phong ngăn không cho vào, Đặng Tất công thành, giết Nguyễn Phong, lại đánh nhau với Nguyễn Lỗ hơn một tháng. Quân Nguyễn Lỗ thế cô, liền đem gia quyến chạy sang Chiêm Thành, Hoàng Hối Khanh giết mẹ và gia thuộc Nguyễn Lỗ.
Họ Hồ thất bại, hai cha con Hồ Quý Ly, Hồ Hán Thương đều bị bắt, Phạm Thế Căng trở về Tân Bình, đón hàng người Minh ở Nghệ An, nhận chức Tri phủ Nghệ An do Trương Phụ ban cho, cướp bóc của dân rồi trở về. Lúc này người Chiêm chiếm lại đất Thăng Hoa, rồi sang cướp Hóa Châu. Đặng Tất xin với Trương Phụ cho làm quan cai trị Hóa Châu, Chiêm Thành dẫn quân rút về. Đặng Tất đưa người đón Hoàng Hối Khanh về, đến cửa biển Đan Thai, Hoàng Hối Khanh tự vẫn, Trương Phụ chặt đầu đem bêu ở chợ Đông Đô.

## Khởi nghĩa nhà Hậu Trần

### Tiến quân từ Hóa châu ra Nghệ An phòGiản Định đế
Năm 1407, Trương Phụ và Mộc Thạnh dẫn quân về nước, để viên giữ ty Đô chỉ huy sứ là Lữ Nghị và viên giữ hai ty Bố chính và Án sát là Hoàng Phúc ở lại trấn thủ Đại Việt. Tháng 11 năm 1407, tôn thất nhà Trần là Trần Ngỗi xưng đế ở xã Yên Mô (Ninh Bình), tức là Giản Định Đế, lập ra nhà Hậu Trần, khởi binh chống quân Minh. Quân Hậu Trần mới họp, chưa đánh đã tự tan vỡ, vua phải chạy vào Nghệ An.
Nghe tin đó, Đặng Tất lúc này đang làm Đại tri châu ở Hóa Châu bèn giết quan lại nhà Minh ở Hoá châu rồi mang quân ra Nghệ An theo Giản Định đế, lại dâng con gái cho Giản định đế, Giản Định đế phong làm Quốc công. Nguyễn Cảnh Chân và nhiều tướng khác cũng mang quân đến họp, thế quân Hậu Trần mạnh lên.
Đầu năm 1408, theo kiến nghị của Đặng Tất, Giản Định Đế điều quân đánh Nghệ An và Diễn Châu, tiêu diệt lực lượng của hai quý tộc nhà Trần cũ là Trần Thúc Dao và Trần Nhật Chiêu theo hàng quân Minh trấn giữ.
Trước đây, Trương Phụ cùng tướng người Việt là Mạc Thúy (tổ 4 đời của Mạc Đăng Dung) mang quân vào đánh Diễn châu. Quân nhà Hồ phải bỏ chạy vào Nam, khi Trương Phụ đuổi đến cửa sông Gianh, Phạm Thế Căng ra đón, được Phụ cho làm Tri phủ Tân Bình.
Tháng 5 năm 1408, Đặng Tất cùng Giản Định đế từ Hoá châu ra đánh chiếm lại Nghệ An. Tân Bình vẫn do Phạm Thế Căng chiếm giữ. Thế Căng cậy quyền hống hách, tự xưng là Duệ Vũ Đại vương. Tháng 7 năm 1408, Đặng Tất mang quân vào đánh Tân Bình, phá tan quân Thế Căng ở cửa Nhật Lệ, bắt giết Căng và cháu là Đống Cao. Quân Hậu Trần làm chủ từ Nghệ An tới Thuận Hóa.

### Trận Bô Cô
Tháng 12, năm 1408, Giản Định đế Trần Ngỗi sai Đặng Tất điều động quân ở các lộ Thuận Hóa, Tân Bình, Nghệ An, Diễn Châu và Thanh Hóa, tiến ra đánh thành Đông Đô. Khi quân Hậu Trần kéo đến Tràng An, quan thuộc cũ cùng hào kiệt các nơi rủ nhau hưởng ứng theo, Đặng Tất đều tùy theo tài năng từng người trao cho quan chức. Lòng người phấn khởi, thế quân Hậu Trần mạnh thêm.
Trước đây, lúc Đế Ngỗi khởi binh, viên thủ tướng nhà Minh đã đem việc ấy tâu cho triều đình nhà Minh biết. Vua nhà Minh lại sai Kiềm Quốc công Mộc Thạnh đem bốn vạn quân, theo đường Vân Nam tiến sang dẹp. Đến đây, Mộc Thạnh cùng quân của Đô chỉ huy Lữ Nghị hội họp ở Bô Cô, gặp lúc Giản Định đế đem quân từ Tràng An đến.
Quân hai bên gặp nhau, bên nào cũng chia quân thủy, quân bộ để cầm cự với nhau. Giản Định đế cầm dùi thúc trống, bắt quân sĩ nhân cơ hội đánh tung ra, đánh nhau từ giờ tị đến giờ thân, quân nhà Minh thua chạy, quân Hậu Trần chém được Lữ Nghị và Thượng thư Lưu Tuấn, Mộc Thạnh thoát thân chạy đến thành Cổ Lộng, Giản Định đế hạ lệnh cho các quân sĩ rằng: Bây giờ nhân thế chẻ tre, đánh quét một trận ruổi dài, làm cho chúng không kịp bịt tai khi gặp sét đánh mạnh, rồi ta tiến lên lấy thành Đông Đô, thì thế nào cũng phá được. Đặng Tất nói: Hãy bắt hết bọn giặc còn sống sót, không nên để mối lo về sau. Vua tôi mưu tính dùng dằng mãi không quả quyết. Gặp lúc ấy viện binh nhà Minh kéo đến đón tiếp Mộc Thạnh về thành Đông Quan. Đặng Tất bèn chia quân bao vây các thành ở các châu, phủ, đưa tờ hịch đi các lộ hội họp binh sĩ, rồi sẽ tiến đánh sau.
Về sau Lê Quý Đôn thời Hậu Lê đi qua vùng Ý Yên - Phong Doanh, thấy nông dân nhặt được những thanh gươm cũ của quân Minh, lại thấy thành Cổ Lộng hoang tàn đổ nát, tức cảnh làm bài thơ:
Thành Cổ Lộng
Bốn trăm năm thành đổ lũy hoang
Cỏ chèn dưa đậu buổi xuân sang
Trần Vương sóng biếc vơi buồn hận
Mộc Thạnh cây xanh cứ bẽ bàng
Ruộng cũ gươm han trồi mưa nặng
Đài xưa chim lạnh hót trăng tàn
Biên cương há phải khuếch trương rộng
Chín châu Nghiêu Thuấn đủ khang trang

## Bị ám hại
Giản Định đế muốn thừa cơ đánh ngay vào lấy Đông Quan, nhưng Đặng Tất lại chủ trương đánh xong số quân địch còn sót lại rồi mới tiến. Vua tôi bàn mãi chưa quyết định được, viện binh quân Minh ở Đông Quan đã tiếp ứng cho Mộc Thạnh chạy về cố thủ Đông Quan. Đặng Tất chia quân vây các thành và gửi hịch đi các lộ kêu gọi hưởng ứng đánh quân Minh.
Tháng 2, năm 1409, người hoạn giả Nguyễn Quỹ và học sinh Nguyễn Mộng Trang nói kín với Đế Ngỗi rằng: Tất và Cảnh Chân chuyên quyền bổ dụng người này, cất chức người khác, nếu không liệu tính sớm đi, sau này khó lòng mà chế phục được.
Giản Định đế tin lời, chu sư của Giản Định đế tiến đến đóng ở Hoàng Giang, cho triệu hai người ấy đến, Giản Định đế sai người đánh chết Đặng Tất, Nguyễn Cảnh Chân chạy lên bờ, lực sĩ đuổi theo chém chết. Con của Đặng Tất và Nguyễn Cảnh Chân là Đặng Dung và Nguyễn Cảnh Dị bực tức vì cha mình vô tội mà chết, bèn đem binh lính Thuận Hóa về Thanh Hóa, rước Trần Quý Khoáng về Nghệ An, lập làm vua, tức vua Trùng Quang.

## Nhận định
Đời sau còn bàn luận nhiều về việc bất đồng chiến thuật giữa vua Giản Định và Đặng Tất, một trong những nguyên nhân dẫn đến cái chết của Đặng Tất.
Đại Việt Sử ký Toàn thư dẫn ý kiến của Phan Phu Tiên và Ngô Sĩ Liên:
Phan Phu Tiên nói: "Đặng Tất chỉ biết hành quân là gấp mà không biết cứu Đông Đô còn gấp hơn. Đông Đô có tầm hình thế của cả nước. Chiếm được Đông Đô thì các lộ không đâu không hưởng ứng, hơn nữa hào kiệt trung châu đều ở cả đó. Bỏ nơi ấy mà không lo đánh chiếm, lại chia quân phân tán đi các xứ, vì thế hiệu lệnh không thống nhất, rốt cuộc đi đến sụp đổ là đáng lắm!"
Ngô Sĩ Liên nói: "Đường Thái Tông dùng binh, phần nhiều nhân thế chẻ tre mà giành thắng lợi, là vì có tư thế anh hùng mà tướng và quân vốn đã rèn sẵn. Vua tính kế quyết thắng nhưng Tất không theo, cố nhiên là đáng tiếc. Song có lẽ Tất liệu vua mình không phải là bậc anh hùng như [Đường] Thái Tông, mà quân thì từ xa đến, lương thực có thể không tiếp tế được, còn quân ở kinh lộ thì chưa tập hợp được, chẳng thà theo phép [binh pháp] hơn địch gấp 10 lần thì bao vây, hơn địch gấp 5 lần thì đánh là hơn. Nếu không thế thì thành Cổ Lộng chỉ cách Bô Cô không quá nửa ngày đường sao vẫn không thể thừa thế chẻ tre mà đánh. Huống chi thành Đông Quan. Kế ấy cũng chưa lấy gì làm hỏng lắm, chỉ vì vua tin lời gièm mà vội giết Tất thôi. Than ôi, Đặng Tất sau khi phá được giặc mạnh, trổ tài mới trong khoảng một tuần một tháng, công việc chưa làm được một nửa mà bị chết oan, đó là cái họa sụp đổ [của nhà Trần], chứ đâu phải là tội của Tất."
Việt sử tiêu án của Ngô Thì Sĩ bàn:
Bô Cô ở sông Thanh Quyết, theo thủy triều, đi thuyền 3 trống canh có thể đến Lạc Tràng, đi thẳng lên Đông Đô không đến một ngày, thừa trận được to ấy, mà không tán thành lời quyết định của vua Giản Định, ai chả tiết là thất cơ. Nhưng mà Tất đã vất vả ở Bố Chính, bị Trương Phụ đuổi ở phía sau, Thế Căng ngăn ở mặt trước, mà phá được Thế Căng, lấy lại Tân Bình, mới điều động được quân ở các trấn Thuận, Quảng, Hoan, Ái, để có quân tiến đánh Đông Đô; lặn lội hàng tuần đến được Bô Cô, may mà bẻ gãy được gươm giáo của quân Điền và Kiềm. Trương thanh thế quân Thanh, Nghệ, còn một bước nữa thì đến Thăng Long, còn xa gì nữa mà phải dùng dằng không tiến. Tất cả trù tính kỹ lắm rồi, Mộc Thạnh mới sang, xa xôi nghìn dặm, quân bị đói khát mỏi mệt, thoát chết ở Bô Cô là may lắm. Còn Trương Phụ là tay cáo già, như con hổ ngồi nhìn ở Đông Đô, bây giờ là toán quân cô độc của ta xa xôi kéo đến, chưa kể thủ thắng, vạn nhất trước mặt, sau lưng đều có quân địch, ta không có quân, lương cứu viện, có phải là dẫn thân đến chỗ chết không? Cho nên thà nghỉ ngơi để mà điều độ, mới là kế vạn toàn. Tất cũng là trí tướng đấy chứ. Nếu được dùng hết mưu đồ của ông, thì người Minh cũng phải có phen khốn đốn, quyết không dám bảo nước ta không có người. Tiếc thay! Vua Giản Định tự phá hủy bức trường thành của mình đó!"
Bùi Dương Lịch thời Lê mạt viết sách Nghệ An ký:
"Nhà Trần đã mất mà khôi phục được tông thống trong 7 năm, sự nghiệp oanh liệt của... ông cùng trời đất bất hủ".
Tiến sĩ đời Hậu Lê là Sùng Nham hầu Dương Văn An viết sách Ô châu cận lục:
"Đặng Tất là bậc trung nghĩa, trí dũng song toàn, quả là nhân tài của thiên hạ chứ đâu phải nhân tài của riêng Ô châu này thôi đâu... Cái tiếc của Đặng Tất là vì những lời gièm pha như lưỡi gươm chí mạng khiến chí lớn không thành. Tuy nhiên cái chết của Đặng Tất đâu phải tội của ông mà chính là nỗi bất hạnh của nhà [Hậu] Trần vậy. Người quân tử đâu có lấy sự thành bại để đánh giá anh hùng".
Theo Trần Trọng Kim bàn về Đặng Dung trong Việt Nam sử lược: Cha con ông Đặng Dung đều hết lòng giúp nước phò vua, tuy không thành công được, nhưng cái lòng trung liệt của nhà họ Đặng cũng đủ làm cho người đời sau tưởng nhớ đến, bởi vậy hiện nay còn có đền thờ ở huyện Can Lộc, tỉnh Hà Tĩnh.

## Tưởng nhớ
Thi hài Đặng Tất được các con ông mang về chôn ở làng Thế Vinh, huyện Sĩ Vang, ngoại thành Hóa châu (nay là xã Phú Mậu, huyện Phú Vang, Thừa Thiên Huế). Mộ ông nằm ở ven bờ nam sông Hương, cách bến đò Sình khoảng 3 km và cách thành Hóa châu khoảng 7 km. Dân trong vùng tôn ông làm Thành hoàng.
Năm 1428, Lê Lợi sau khi đánh xong quân Minh, ban chiếu cho hai cha con ông (cùng Đặng Dung) biển vàng tám chữ: "Tiết liệt cương trung - Trung thần hiếu tử", truy phong Đặng Tất làm Đại quốc công, Khuông quốc đại vương Thượng đẳng tôn thần; cho lập đền thờ tại quê hương Tả Thiên Lộc, cấp 200 mẫu ruộng lộc điền, giao cho huyện xã hằng năm cúng tế.
Vua Lê Thánh Tông vịnh thơ về hai ông:
Quốc sĩ vô song, song quốc sĩ
Anh hùng bất nhị, nhị anh hùng
Gia phả họ Đặng chép:
"Đã từng nghe rằng, tổ tiên ta ở tận xứ Nghệ xa xôi, năm đó nạn giặc Minh xâm lấn bờ cõi, nghĩa khí nổi lên khắp nơi, Viễn tổ Đặng Quốc công dốc sức phò vua tiến đánh quân Minh, Ngài chết oan và đã để lại cho con cháu muôn vàn thương tiếc. Đến khi Ngài Đồng bình Chương sự Tể tướng Đặng Dung cầm quân tiếp tục phò vua Trùng Quang, do thời vận nên cũng bị sa vào tay giặc. Anh hùng gác kiếm, gương tiết nghĩa để lại ngàn thu. Con cháu hậu duệ ly tán bốn phương, người về cố hương Mạc Xá, người đến Sơn Đông Lập Thạch, người tới Mạc Bồ Sơn Vi. Nước mất nhưng nhà không tan, con cháu hậu duệ noi gương tiết nghĩa đã làm rạng rỡ tông môn."
Đền thờ của ông có ở rất nhiều nơi. Ngày nay tại Hà Nội, Huế và Thành phố Hồ Chí Minh, Đà Nẵng,... đều có đường phố mang tên Đặng Tất.

## Các con[13]

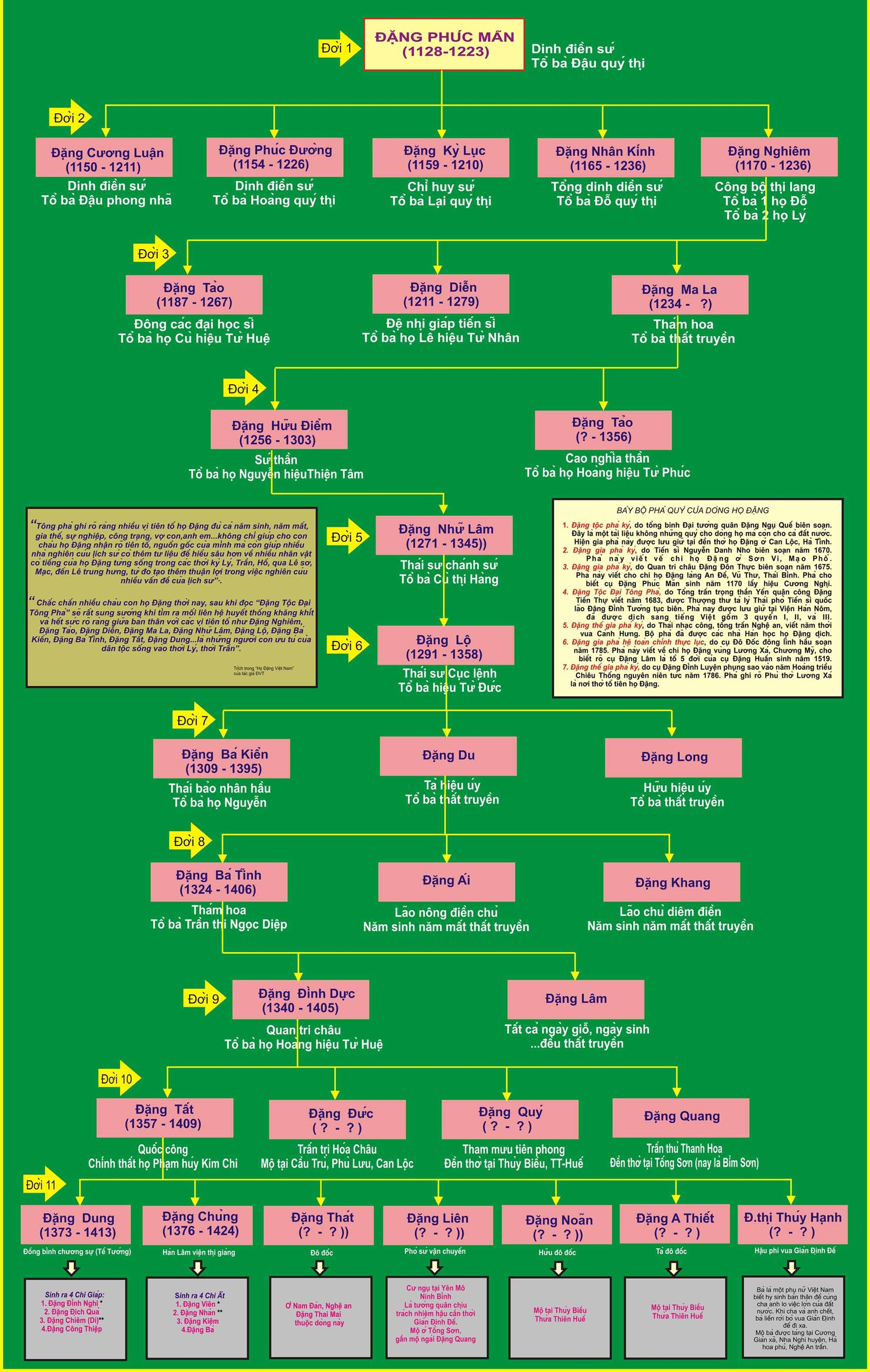

Ngoài hai em là [[Đặng Đức, Đặng Quý (Trấn thủ Hóa Châu), các con ông cũng đều tham gia giúp nhà Hậu Trần:
- Đặng Dung
- Đặng Chủng
- Đặng Liên
- Đặng Thát
- Đặng A Thiết
- Đặng A Noãn
- Đặng Thu Hạnh (Hậu phi của vua Giản Định Đế)